# Лихтенштейн, Константин фон
Принц Константин фон Лихтенштейн (нем. Constantin von Liechtenstein, полное имя: Constantin Franz Nikolaus Karl Heinrich Dagobert Anton von Padua Ildefons Maria von Liechtenstein; 23 декабря 1911, Вена, Австро-Венгрия — 28 марта 2001, Грабс, Швейцария) — принц Лихтенштейна и спортсмен-горнолыжник. Участник зимних Олимпийских игр 1948 года в швейцарском Санкт-Морице.
На соревнованиях Константин выступил только в одной дисциплине — скоростном спуске, в котором финишировал на 99-м месте, проиграв чемпиону более двух минут.

## Происхождение и личная жизнь
Родился в 1911 году в Вене и был младшим из четырёх детей в семье австро-венгерского флотоводца принца Иоганна Лихтенштейнского и его жены — урождённой графини Марии Габриэллы Андрашши фон Цик-Сент-Кирай-унд-Красна-Горка (Mária Gabriella Andrássy de Csík-Szent-Király und Kraszna-Horka; 1886—1961). Его дед и бабка по отцовской линии — Альфред фон Лихтенштейн (внук Иоганна I) и Генриетта фон Лихтенштейн (дочь Алоиса II) приходились друг другу двоюродными братом и сестрой.
18 марта 1941 года в Вене Константин заключил свой первый брак с Марией Элизабет фон Лойцендорф (Maria Elisabeth von Leutzendorff; род. 23 мая 1921). Его первая жена погибла 10 сентября 1944 года при бомбардировке Вены. От этого брака у него осталась дочь. Во 2-м браке с графиней Илоной Марией Эстерхази-Галанта (венг. Ilona Mária Antonia Erzsébet Gabrielle Katharina Karolina Gräfin Esterházy von Galántha; 17 мая 1921 — 2 августа 2019) детей не имел. Потомки:
- Принцесса Моника Мария Терезия Элизабет (род. 8 апреля 1942, Вена), 25 ноября 1960 года в Рио-де-Жанейро вышла замуж за Андре Франсишку Йордана ((при рождении: пол. Andrzej Franciszek Spitzman Jordan; род. 10 сентября 1933, Львов)), бизнесмена польско-еврейского происхождения. В 1969 году они развелись. Дети:
  - Жилберту Фредерику Йордан (род. 28 августа 1961, Рио-де-Жанейро), супруга — Мария Хосе Амих-и-Клавелль (род. 7 февраля 1966, Барселона). Их дети:
    - Камила София Амих Йордан (род. 2 сентября 1989, Лиссабон)
    - Виктория Луиза Амих Йордан (род. 5 сентября 1996, Лиссабон)
    - София Инес Амих Йордан (род. 7 февраля 2000, Лиссабон)
    - Андре Хавьер Амих Йордан (род. 23 февраля 2005, Лиссабон)

  - Константину Педру Йордан (род. 7 сентября 1964, Буэнос-Айрес), супруга — Мария Мануэла Сиаш Коэлью (род. 17 ноября 1965). Их дети:
    - Франсишку Константину Сиаш Коэлью Йордан (род. 10 марта 2000, Лиссабон)
    - Мария Карлота Сиаш Коэлью Йордан (род. 30 апреля 2002, Лиссабон)